# نوپسرها مارگینلا
نوپسرها مارگینلا یک گونه سوسک از خانوادهٔ سوسک‌های شاخک‌دراز است. هنری والتر بیتس در سال ۱۸۷۳ این گونه را توصیف و بررسی کرد. این گونه در کشورهای ژاپن، روسیه، ویتنام، مغولستان، چین، کره شمالی و کره جنوبی یافت شده است.

## زیرگونه‌ها
- Nupserha marginella marginella (Bates, 1873)
- Nupserha marginella binhensis Pic, 1926